# نصوح بابيل
نصوح بابيل (1905 - 1986 م) صحفي وسياسي سوري، كان نقيبًا للصحفيين بين عام 1943 و1963، وكان صحيفته الأيام في مقدمة الصحف السياسية السورية.

## ولادته ونشأته
ولد نصوح بابيل في دمشق وبعد أن نال شهادته الابتدائية عام 1918، مارس مهنة الطباعة إلى جانب أخيه جودت بابيل في إحدى المطابع وعين بعدها رئيسًا لقسم الحروف في مطبعة الحكومة الرسمية. ثم أسس بعد ذلك بسنوات مع شقيقيه جودت وحمدي بابيل مطبعة باسم بابيل إخوان.
عمل بالصحافة في سن مبكرة فكتب عدة مقالات في بعض الصحف، ثم أصبح مراسلًا لجريدة الرأي العام البيروتية ومحررًا فيها حين أصدرت في دمشق عام 1920، وراسل عدة صحف أخرى في لبنان وحرر في عدة صحف دمشقية، ثم اختير رئيسًا لتحرير جريدة المقتبس وكان يرأسها أحمد كرد علي حينها.

## عمله ونشاطه
في عام 1932، استحوذ نصوح بابيل على الصحيفة السياسية ذات التوجه السياسي الموالي للكتلة الوطنية "الأيام"، من صاحبها يوسف العيسى. ولما كان بابيل عضوًا في حزب الشعب ومؤمنًا بفكر قائده عبد الرحمن الشهبندر، وظف صحيفته في دعم أهدافه. إذ آمن بابيل بقضية ومقاصد الشهبندر التي تمثلت في إنهاء الانتداب الفرنسي على سورية وتوثيق العرى مع الأمراء الهاشميين في عمان وبغداد وتأسيس دولة ديمقراطية عصرية في سورية على النموذج البريطاني. 
واستقطبت صحيفة "الأيام" أعلام الصحفيين والكتَّاب السوريين، منهم:منير الرَّيِّس، وسامي الشمعة، وأحمد قدامة، ووجيه الحفار.
اصطدم نصوح بابيل برئيس الوزراء جميل مردم بيك بين الأعوام 1936- 1939 الذي رفض الترخيص للشهبندر بتأسيس حزب سياسي في سورية، وشن حربًا كلامية عليه (على مردم بيك) متهمًا إياه بالاستبداد. ولما حاول مسلحون ملثمون اغتيال مردم بيك في عام 1937،اتهمت السلطات بابيل والشهبندر بالشروع بالقتل وأمرت باعتقالهما. تمت تبرئة بابيل والشهبندر لاحقًا مع إبقائهما تحت المراقبة.
غيّر بابيل ولاءه للكتلة الوطنية إثر التعثر المفاجئ لحزب الشعب الذي تبع اغتيال الشهبندر من قبل عملاء فرنسيين. وقد كانت الكتلة الوطنية معارضة للوجود الفرنسي في سورية كحال الشهبندر في الثلاثينيات. جلب تأييده لشكري القوتلي له شهرة فائقة في دمشق، وما لبث أن نجح بابيل في محاباة كل من الحكومات الثمانية التي أعقبت القوتلي في العشرين سنة التالية. وقد ظلت صحيفة الأيام في مقدمة المنشورات اليومية في دمشق طوال تلك الفترة.
في عام 1956، أعلن القوتلي أسبوعًا للتسلح لجمع الأموال للتحضير لحرب محتملة بين مصر وإسرائيل. وتبرع القوتلي براتب شهرين لهذه الغاية وكذا فعل بابيل، فعين القوتلي بعدها بابيل ممثلًا لأسبوع التسلح وأوكل إليه جمع التبرعات من العامة.

## الشركة الرباعية
في عام 1954، تحالف بابيل مع عدد من الصحفيين وشكل شركة مساهمة لطباعة صحفهم الأربع، الأيام والقبس وألف باء والشام.إذ تعهد الصحفيون الأربعة بنشر صحفهم الأربعة وتقسيم الواردات بالتساوي بينهم.أصبح بابيل رئيسًا لمجلس إدارة الشركة بعدها، إلا أن الشركة لم تستمر لأكثر من بضعة أشهر بسبب الخلافات التي نشبت بين مؤسسيها وانحلت في تشرين الثاني من عام 1945.

## موقفه من الوحدة مع مصر
في شباط من عام 1958، أيد بابيل انضمام سورية لمصر تحت إطار الجمهورية العربية المتحدة. إلا أنه ما لبث أن فقد الأمل في مستقبل الوحدة وأيد الانقلاب الذي أطاح بها في أيلول من عام 1961. آمن بابيل بأن الرئيس جمال عبد الناصر أساء إدارة الوحدة بتعيين ضباط فاسدين لإدارة الشأن السوري. وقدانضم بابيل إلى مجموعة من السياسيين الانفصاليين في تحرير إعلان انتقدوا فيه عبد الناصر لتأسيسه حكمًا ديكتاتوريًا في سورية.

## تقاعده
و في آذار من عام 1963، وصلت اللجنة العسكرية لحزب البعث العربي الاشتراكي إلى السلطة وتعهدت بإعادة الجمهورية العربية المتحدة. عانى بابيل حينها سلب حقوقه المدنية والإغلاق الدائم لصحيفته الأيام. وقد تلا ذلك إعفاءه من منصبه كنقيب للصحافيين وقضى ما تبقى من حياته متقاعدًا.

## عمله النقابي
كان بابيل عضوًا في حزب الشعب منذ تأسيسه من قبل عبد الرحمن الشهبندر.و قد أصبح عضوًا لمجلس إدارة في شركة الاسمنت الوطنية وشركة الكونسروة الوطنية وهما مؤسستان صناعيتان كانتا تحت قيادة الكتلة الوطنية التي بدل بابيل ولاءه السياسي لها بعد اغتيال الشهبندر. أيد بابيل شكري القوتلي، أكثر قادة الكتلة تأثيرًا، والذي نصب رئيسًا للجمهورية في صيف عام 1943.أصبح بابيل بعد ذلك نقيبًا للصحفيين عام 1943 بدعم من القوتلي وظل كذلك حتى عام 1963. وفي عام 1955، أسس بابيل فرعًا لنادي الأسود الدولي (Lions Club) في سورية وأصبح رئيسه. منح بابيل عددًا من الأوسمة في سورية وبعض الدول العربية وبينها وسامي الاستحقاق السوري والأردني من الدرجة الأولى.

## مؤلفاته
- الوثائق والمعاهدات في بلاد العرب، مطبعة الأيام، دمشق.
- صحافة وسياسة، دار رياض الريس، لندن. وهو ذكرياته.

### ذكرياته
نشرت مذكرات نصوح بابيل التي توفي وهو يخط آخر كلمة فيها، صحافة وسياسة، عام 1987 وهي أحد المراجع للباحثين في تاريخ سورية. يروي نصوح بابيل في مذكراته قصصًا من النضال الوطني العربي منذ بداية الثلاثينات وحتى الوحدة بين سوريا ومصر في الستينات. كما يتحدث عن مشواره مع الصحافة في الوقت الذي بدأت فرنسا فيه توطد استعمارها والشعب يثور على الاحتلال، وعن الثورة السورية الكبرى والنشاط السياسي الذي رافقها. كما يستعرض مرحلة الكفاح المسلح، التي شهدت دساتير وانتخابات مزورة ووزارات، كما شهدت ولادة الكتلة الوطنية والخلاف الذي وقع بين الشهبندر والكتلة الوطنية ومن ثمّ اغتياله. ويمر بعهود الشيخ تاج الدين الحسني وعهد شكري القوتلي الأول ثم مفاوضات الاستقلال ومعركة الجلاء، إلى عهد الرئاسة الثانية لشكري القوتلي ثم بداية الانقلابات العسكرية في سورية، من حسني الزعيم إلى سامي الحناوي حتى أديب الشيشكلي، إلى رئاسة القوتلي الثالثة.

## وفاته
توفي نصوح بابيل يوم الأحد 23 صفر 1407هـ الموافق 26 أكتوبر (تشرين الأول) 1986م، وقد تجاوز الثمانين من عمره.